# كي بي إس وورلد
كي بي إس وورلد إذاعة دولية تم تأسيسها من قبل الحكومة الكورية الجنوبية. تتألف من راديو كي بي إس وورلد، وقناة كي بي إس وورلد التلفزيونية، وكي بي إس كوريا. تنتج مسلسلات ومسرحيات وبرامج وثائقية، ولها نشاط كبير لنشر الثقافة الكورية الجنوبية في العالم وما يسمى موجة الهاليو.
تبث على قمر النايلسات عبر التردد 11938v.

## تاريخ
بدأ البث الإذاعي بلغة أجنبية من كي بي إس (قبل إعادة هيكلته إلى محطة عامة في مارس 1973) باسم "صوت كوريا الحرة" في عام 1953. وأصبحت رسميًا جزءًا من كي بي إس في يوليو 1968. تغير اسم المحطة إلى راديو كوريا في مارس 1973، ثم إذاعة كوريا الدولية في أغسطس 1994.

## وصلات خارجية
- الموقع الرسمي
- الموقع الرسمي (بالعربية)
- كاي بي إس ورلد
- خدمة كاي بي إس ورلد آي